# Philibert Hugonet
Philibert Hugonet (Borgonha, 1420/1430 - Roma, 11 de setembro de 1484) foi um cardeal do século XV.

## Primeiros anos
Nasceu em Borgonha em (Sem data encontrada). Seu primeiro nome também está listado como Filippo; e seu sobrenome como Ugoneto; como Ugonetto; e como Ugonecti. Ele foi chamado de Cardeal de Mâcon.

## Educação
Estudou na diocese de Mâcon, onde seu tio Etienne era bispo desde 1451; mais tarde, estudou seis anos na Universidade de Pavia e obteve o doutorado em utroque iure , tanto em direito canônico quanto em direito civil.

## Vida pregressa
Enviado em diversas embaixadas por Charles le Téméraire , duque de Borgonha depois de 1467; nomeadamente as embaixadas perante o Papa Paulo II e o rei Fernando de Castela. Irmão de Guillaume, chanceler do ducado da Borgonha, assassinado em Gand em abril de 1477. Decano do capítulo da catedral de Mâcon. Apostólico protonotário. Sucedeu a seu tio na sé de Mâcon.

## Episcopado
Eleito bispo de Mâcon em 2 de outubro de 1472; ocupou a sé até sua morte. Consagrado (nenhuma informação encontrada). Promovido a cardinalato a pedido do duque de Borgonha.

## Cardinalato
Criado cardeal sacerdote no consistório de 7 de maio de 1473; recebeu o chapéu vermelho na basílica patriarcal da Libéria, em 10 de maio de 1473; e o título de Santa Lúcia em Silice, diaconia elevada pro illa vice a título, 17 de maio de 1473. Abade commendatario do mosteiro beneditino de Saint-Denis em Broqueroie, Hainaut, diocese de Cambrai; e do mosteiro cisterciense de Belevaux, arquidiocese de Besançon, 8 de outubro de 1473; este último renunciou em 11 de março de 1477. O assassinato de seu irmão Guillaume afetou profundamente o cardeal e ele nunca mais retornou à Flandres. Abade comendador do mosteiro beneditino de Saint-Savin, diocese de Poitiers. Renunciou à comenda do mosteiro de Montier-Saint-Jean em Réoumé, diocese de Langres, em 24 de maio de 1476. Abade comendador do mosteiro premostrantense de Tongerloo, diocese de Cambrai, em 21 de fevereiro de 1477. Optou pelo título de Ss. Giovanni e Paolo, 17 de agosto de 1477. Legado em Viterbo e na província do Patrimônio, dezembro de 1478. Partiu para a França em 15 de maio de 1480 e retornou em 30 de julho de 1481. Renunciou à comenda da abadia de Cluny, diocese de Mâcon, 30 de agosto de 1480; e o do mosteiro beneditino de Saint-Pierre, Chalon-sur-Saône, 18 de julho de 1483. Abade comendador da abadia de Baume-les-Messieurs de 1482 a 1484. Nomeado bispo de Autun, 10 de julho de 1484; ocupou a sé até sua morte. Participou do conclave de 1484 , que elegeu o Papa Inocêncio VIII. Ele era um protetor das letras.
Morreu em Roma em  Sábado, 11 de setembro de 1484, em sua residência em Campo di Fiore, Roma. Na noite seguinte, o seu corpo foi levado para a igreja de S. Maria del Popolo, que ele escolheu como local de sepultura. As exéquias começaram em 27 de setembro de 1484. Ele era tão pobre no momento de sua morte que a Câmara Apostólica teve que cobrir as despesas de seu funeral. Uma placa memorial foi erguida em 1855 com seu título